# 山鼻
山鼻（やまはな）は、札幌市中央区の南側および南区の北側に位置する地域の名称である。

## 来歴

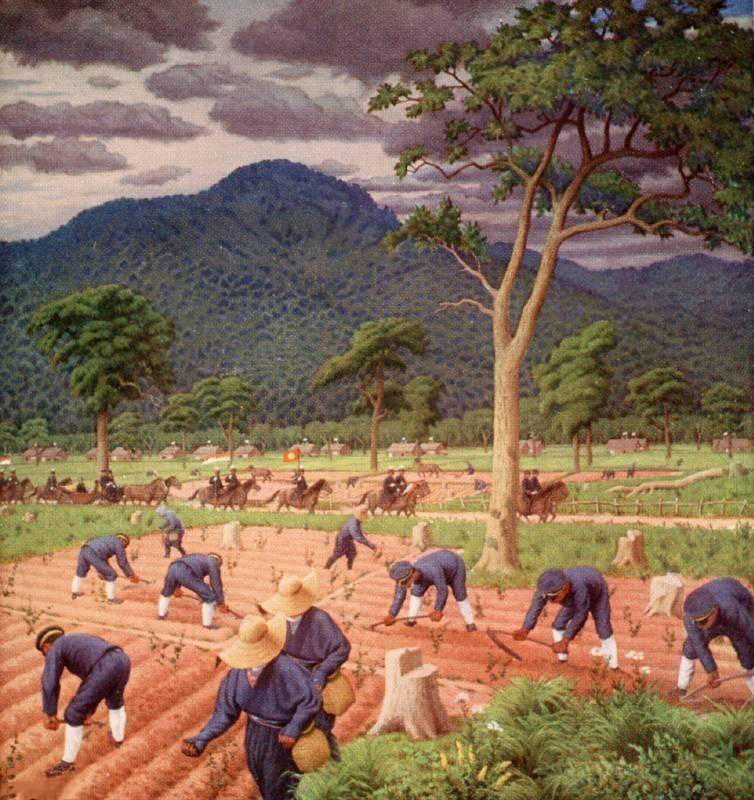
『北海道巡幸屯田兵御覧』（高村真夫筆）。明治14年、北海道行幸で山鼻屯田兵村を視察する明治天皇。背後に藻岩山

1870年（明治3年）、現在の札幌市中央区南7条西8丁目に東本願寺管刹所（現・真宗大谷派札幌別院）が開設される。また東本願寺は、銭函道（現在の南1条通）から分岐して八垂別（現在の札幌市南区川沿・北ノ沢・中ノ沢・南沢地区）に至る新道（現在の石山通の原型）を建設した。
1871年（明治4年）9月、東本願寺の南側に本願寺百姓と呼ばれた新潟県からの移民40戸および本府（札幌中心部）からの移住者の計50戸が入植し、その年の干支「辛未」にちなんで「辛未一（しんぴいち）の村」と称したが、同年、開拓使の方針により、円山村・琴似村へ再入植した。その後も本府を中心に入植者が増え、1874年（明治7年）9月に山鼻村となる。かつては未開の原生林に覆われ、アイヌ語で「ユㇰ・ニクリ」（鹿の住む林）と呼ばれた一帯であったが、南西部に位置する藻岩山の端（はな）という意味で、後に「鼻」の字を当てて山鼻と名付けられた。
1876年（明治9年）、東北地方の旧仙台藩・会津藩・南部藩・庄内藩・津軽藩・秋田藩などの元士族240戸、男女1114人が屯田兵として移住。2025年現在でもその子孫は35戸残るという。国道230号の石山通を境に東屯田と西屯田に分かれて入植し、琴似に次ぐ2つ目の屯田兵村である山鼻兵村が開村し、本格的に開墾が始まった。1881年（明治14年）には明治天皇が北海道開拓視察で当地に立ち寄った。その際、天皇がその立派さに目を留め、名を尋ねたとされるカシワの巨木は、後に「お声掛かりの柏」と呼ばれ、地域のシンボルとされていた。1882年（明治15年）当時の山鼻村の戸数は302で、人口は1382人であった。その内農業に従事する世帯は約235戸、耕地は合計約398ヘクタールで、桑・麦・豆などを栽培していた。
1906年（明治39年）には北海道一・二級町村制施行され、藻岩村大字山鼻村となる。1910年（明治43年）に一部（藻岩村役場所在地を含む東西屯田兵村の地域）は札幌区へ編入されて札幌区山鼻町となり、役場も藻岩村大字円山村に移転した。編入された地域には1909年（明治42年）から1918年（大正7年）までは札幌石材馬車鉄道があり、その後1923年（大正12年）に札幌市電山鼻線、その8年後に山鼻西線が開通し、行啓通・西屯田通・東屯田通などの沿道は、商業地域として発展していくこととなる。1925年（大正14年）に、札幌区山鼻町は「南3条西～南30条西」と地名が改められた。残る藻岩村大字山鼻村の村域は、1910年（明治43年）に伏見・上山鼻・石山通・四号沢・五号沢・八号沢・白川の7集落に区分され、1938年（昭和13年）、藻岩村が円山町と改称されると、同町字山鼻・八垂別・白川となり、1941年（昭和16年）、円山町が札幌市に編入されると、同市藻岩下・藻岩山・伏見町・山元村・円山南町となった。藻岩山麓一帯は昭和30年代まで畑地の広がる近郊農業地帯であったが、その後公宅やマンションが立ち並ぶようになり、住宅街として発展を続けている。
旧・山鼻村は現在の中央区南部および南西部、南区の藻岩下から白川にかけての比較的広い地域であったが、現在では、旧村域の中央区に相当する部分と、南区でこれらと隣接する地域の一部が、山鼻と呼ばれる場合が多い。また、現在は住居表示上「山鼻」の表記は残っていない。中央区役所の管理する便宜上の地区名における山鼻地区は区の南端部のみであるが、公園や店舗、マンション等の名称にはこの山鼻地区以外でも「山鼻」の文字が見受けられる。
山鼻は古くより「札幌の文教地域」としての顔も持ち合わせている。大正後期から昭和初期にかけて、札幌師範学校（現在の北海道教育大学札幌校）、札幌第一中学校（現在の北海道札幌南高等学校）が山鼻に移転。北海道教育大学札幌校は1987年（昭和62年）に北区あいの里へ移転し、その跡地に札幌市中央図書館が1991年（平成3年）に移転した。

## 主な施設、史跡など
- 札幌市中央図書館
- 札幌市埋蔵文化財センター
- 山鼻郵便局
- 札幌市立山鼻中学校
- 中島公園
- 北海学園大学山鼻キャンパス
- 山鼻公園 - 園内に「山鼻兵村開設碑」がある。毎年、開村の記念式典が子孫らが集まって催される。かつては「お声掛かりの柏」もここにあった。
- 山鼻屯田兵の像
- 山鼻記念会館
- エリエールスクエア札幌 渡辺淳一文学館
- 札幌伏見稲荷神社
- 札幌市交通局電車事業所
- 啓明バスターミナル
- 藻岩山ロープウェイ（山麓駅）

## 交通
- 札幌市電山鼻線・山鼻西線
- バス：ジェイ・アール北海道バス（琴似営業所）、じょうてつバス
- 札幌市営地下鉄南北線：中島公園駅 - 幌平橋駅